# NGC 1142
NGC 1142 (другие обозначения — NGC 1144, IRAS02526-0023, UGC 2389, VV 331, MCG 0-8-48, ARP 118, ZWG 398.46, KCPG 83B, PGC 11012) — галактика в созвездии Кит.
Этот объект занесён в новый общий каталог несколько раз, с обозначениями NGC 1142, NGC 1144.
Этот объект входит в число перечисленных в оригинальной редакции «Нового общего каталога».
Галактика обладает активным ядром и относится к сейфертовским галактикам типа II.
Координаты объектов NGC 1141 и 1142 похожи на координаты объектов NGC 1143 и 1144, «открытых» Эдуаром Стефаном. Он записал их точные координаты, в то время как Альберт Март ошибся на 40'. Это привело к тому, что обе галактики были занесены в каталог дважды под разными обозначениями.
NGC 1141 и 1142 являются парой взаимодействующих или даже сталкивающихся галактик.